# Hérisson (Allier)
Pour les articles homonymes, voir Hérisson (homonymie).
Hérisson est une commune française, située dans le département de l'Allier en région Auvergne-Rhône-Alpes.

## Géographie

### Description
Hérisson est un village médiéval du Nord de l’Allier, niché dans une cuvette, avec son château au sommet d'une colline qui domine l'Aumance, rivière qui traverse le village.
Une partie de son territoire est concernée par la protection Natura 2000 des "Gîtes à chauves-souris de Hérisson",.
Le territoire communal est traversé par les routes départementales 3 (reliant Montluçon au sud-ouest et Cérilly au nord-est), et 11 (reliant Vallon-en-Sully à l'ouest et Cosne-d'Allier à l'est), ainsi que les RD 157 (vers Meaulne-Vitray) et 251 (vers Louroux-Bourbonnais).

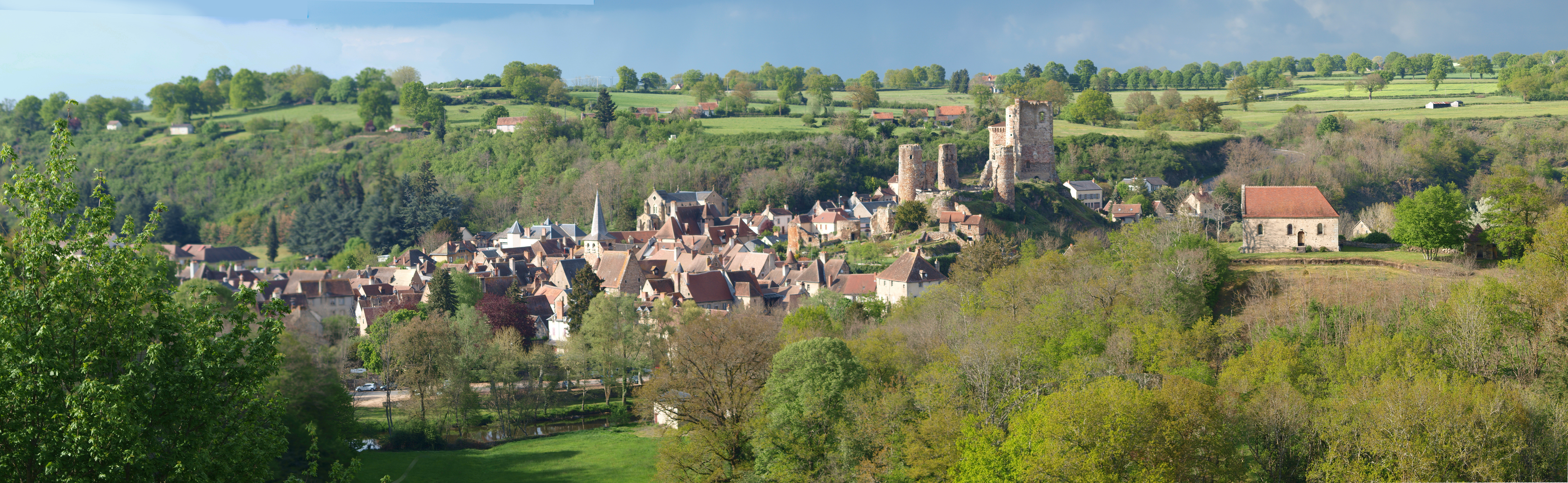
Vue panoramique de Hérisson.

### Communes limitrophes
Ses communes limitrophes sont :
| Vallon-en-Sully | Le Brethon | Saint-Caprais       |
|                 | Hérisson   | Louroux-Bourbonnais |
| Haut-Bocage     |            | Venas               |

### Hydrographie

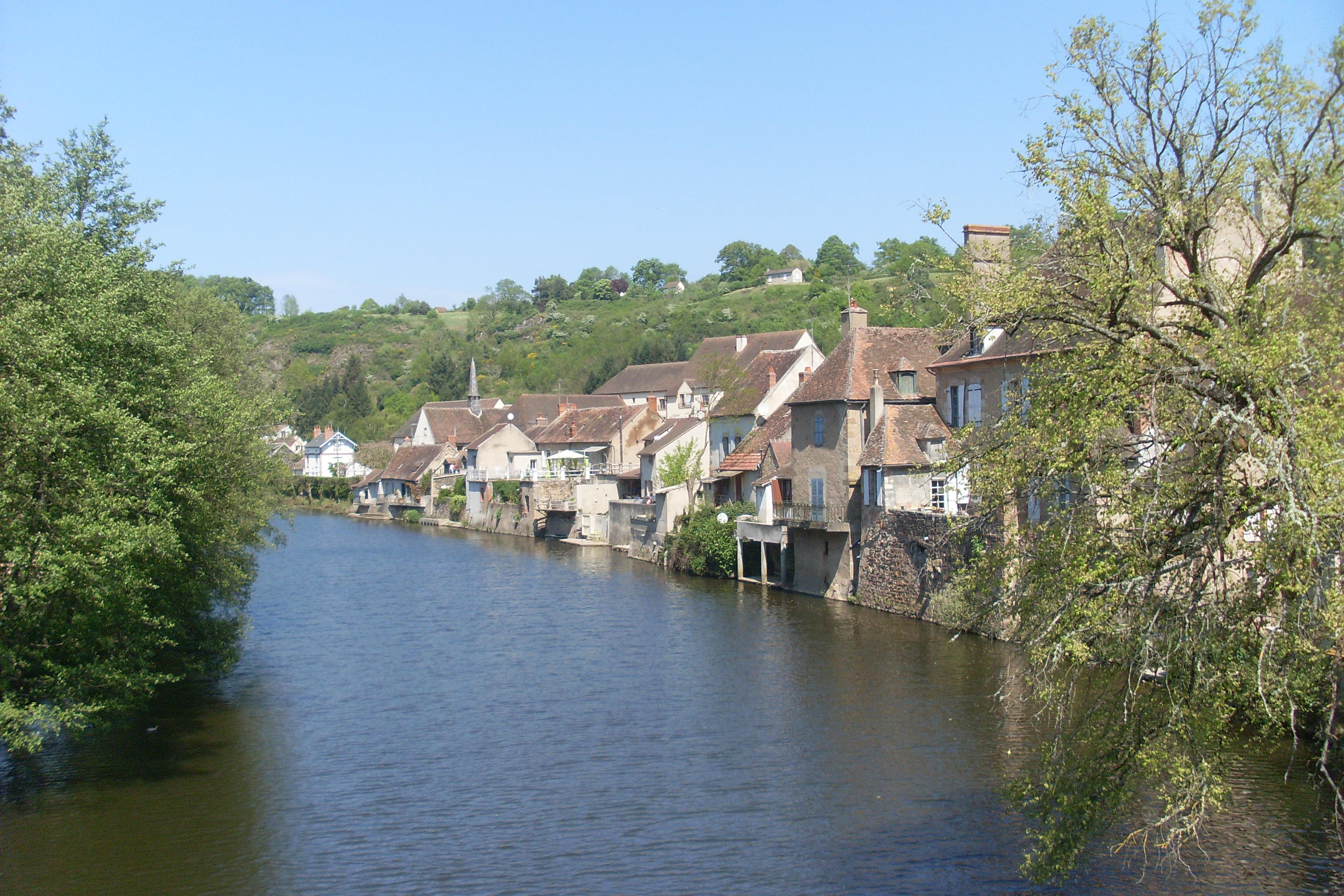
L'Aumance à Hérisson.

L'Aumance draine la commune, située dans un méandre de la rivière à une quinzaine de kilomètres de son confluent avec le Cher. C'est donc  un sous-affluent de la Loire.

### Climat
Pour des articles plus généraux, voir Climat d'Auvergne-Rhône-Alpes et Climat de l'Allier.
En 2010, le climat de la commune est de type climat océanique dégradé des plaines du Centre et du Nord, selon une étude du CNRS s'appuyant sur une série de données couvrant la période 1971-2000. En 2020, Météo-France publie une typologie des climats de la France métropolitaine dans laquelle la commune est dans une zone de transition entre le climat océanique altéré et le climat de montagne ou de marges de montagne et est dans la région climatique Ouest et nord-ouest du Massif Central, caractérisée par une pluviométrie annuelle de 900 à 1 500 mm, maximale en automne et en hiver.
Pour la période 1971-2000, la température annuelle moyenne est de 12 °C, avec une amplitude thermique annuelle de 16,1 °C. Le cumul annuel moyen de précipitations est de 743 mm, avec 10,3 jours de précipitations en janvier et 7,6 jours en juillet. Pour la période 1991-2020, la température moyenne annuelle observée sur la station météorologique de Météo-France la plus proche, « Tortezais_sapc », sur la commune de Tortezais à 13 km à vol d'oiseau, est de 11,6 °C et le cumul annuel moyen de précipitations est de 757,2 mm,. Pour l'avenir, les paramètres climatiques de la commune estimés pour 2050 selon différents scénarios d'émission de gaz à effet de serre sont consultables sur un site dédié publié par Météo-France en novembre 2022.

## Urbanisme

### Typologie
Au 1er janvier 2024, Hérisson est catégorisé commune rurale à habitat dispersé, selon la nouvelle grille communale de densité à 7 niveaux définie par l'Insee en 2022.
Il est situé hors unité urbaine et hors attraction des villes,.

### Occupation des sols

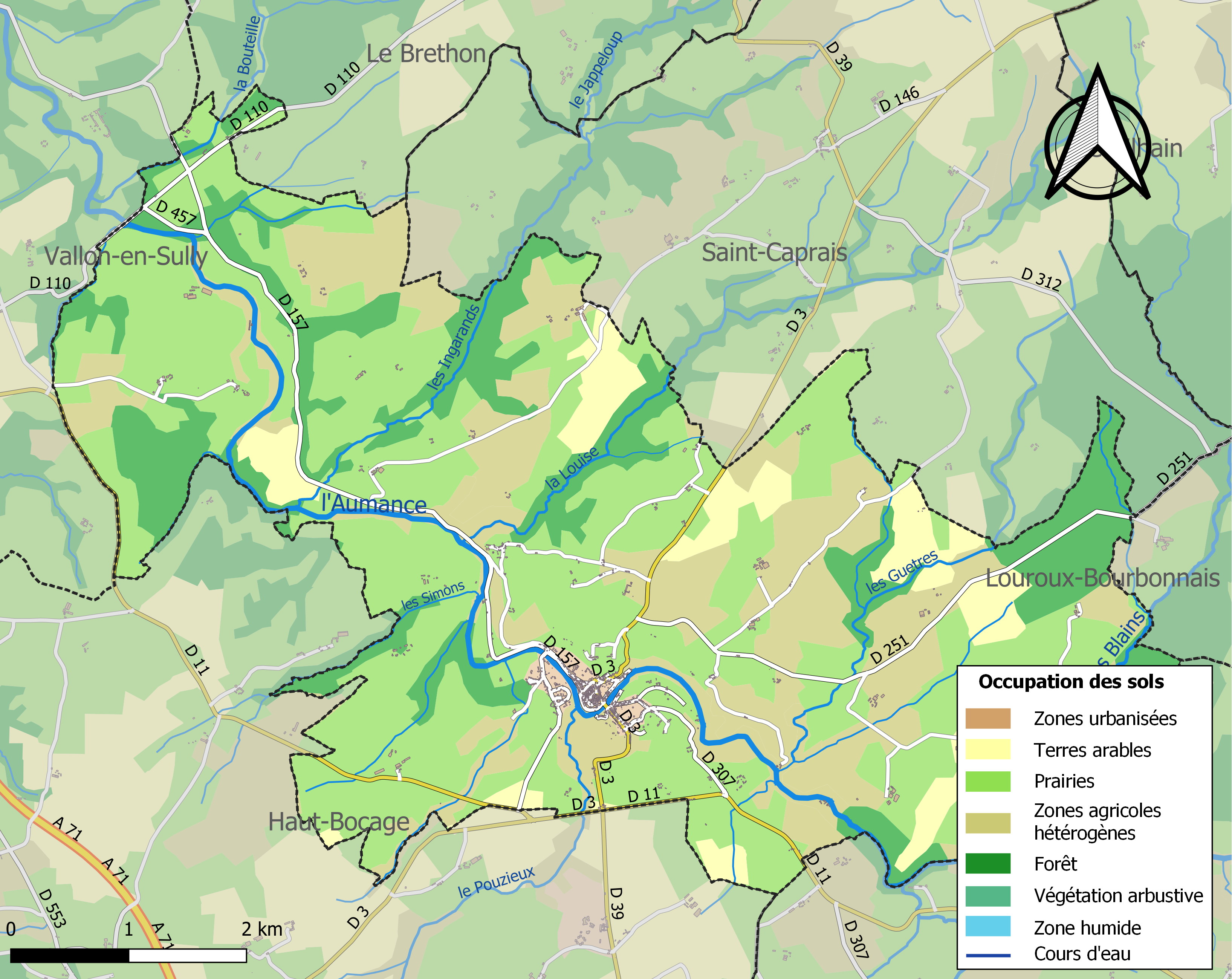
Carte des infrastructures et de l'occupation des sols de la commune en 2018 (CLC).

L'occupation des sols de la commune, telle qu'elle ressort de la base de données européenne d’occupation biophysique des sols Corine Land Cover (CLC), est marquée par l'importance des territoires agricoles (81,8 % en 2018), une proportion sensiblement équivalente à celle de 1990 (82 %). La répartition détaillée en 2018 est la suivante : 
prairies (49,9 %), zones agricoles hétérogènes (23,9 %), forêts (17,1 %), terres arables (8 %), zones urbanisées (1,1 %).
L'IGN met par ailleurs à disposition un outil en ligne permettant de comparer l’évolution dans le temps de l’occupation des sols de la commune (ou de territoires à des échelles différentes). Plusieurs époques sont accessibles sous forme de cartes ou photos aériennes : la carte de Cassini (XVIIIe siècle), la carte d'état-major (1820-1866) et la période actuelle (1950 à aujourd'hui).

## Toponymie
La commune est la première commune de bourbonnais d'oïl. Elle se situe juste au dessus de l'extrême-nord du Croissant, zone où les parlers occitans (ici le marchois) et de langue d'oïl se mélangent. Le nom local est « Eiriçon ».

## Histoire
Les populations de l'âge du Bronze puis de l'âge du fer s'installent quasi exclusivement dans les zones basses. La proximité des gués semble particulièrement appréciée. Ces installations légères aménagées dans les abris rocheux constituent de rares et précieux témoignage d'un mode de vie fondé sur la cueillette, la pêche, la chasse aux chevaux, aux rennes mais aussi aux marmottes. Les populations demeurent itinérantes, et leurs implantations varient sur de longues distances, au gré des déplacements de la faune sauvage. L'Homo sapiens couvre des distances incroyables à cette époque, la forêt de Tronçais et Hérisson n'échappent pas cette transhumance.
Á l'époque de la Gaule indépendante, le territoire sur lequel Hérisson verra plus tard le jour appartient au peuple des Bituriges Cubes. La capitale de cet ensemble est Avaricum (Bourges), considérée comme la plus belle ville de Gaule à l'époque de César. Une vingtaine de places fortes ou oppida sont mentionnées sur ce territoire, au nombre desquelles on compte l'oppidum de Cordes, à mille cinq cent mètres au nord-ouest du lieu où naîtra et se développera Hérisson.
La légende raconte que les habitants de la ville antique de Cordes vinrent s'installer à Hérisson pour se protéger des invasions barbares. Hérisson est au Moyen Âge l'une des dix-sept châtellenies du Bourbonnais et elle a en plus le rôle de défendre la frontière avec l'Aquitaine. Un premier château est construit par les sires de Bourbon pour contrôler les passages sur l'Aumance vers le Xe siècle. Durant la guerre de Cent Ans, les Anglais, qui possèdent l'Aquitaine, menacent directement le Bourbonnais et assiègent le château d'Hérisson qui résiste. Après la Fronde, le cardinal Mazarin, qui régit la France avec Anne d'Autriche durant la minorité de Louis XIV, fait démanteler le château d'Hérisson. Il sert ensuite de carrière de pierres.
À la Révolution, Hérisson devient chef-lieu de canton, mais sa situation en cuvette, donc loin des axes routiers, ne favorise pas son développement. C'est la ville voisine de Cosne-d'Allier, qui avec la ligne de train Montluçon-Moulins, va se développer beaucoup plus qu'Hérisson. La ville d'Hérisson est aujourd'hui essentiellement touristique grâce à un patrimoine riche, en plus de l'administration locale en tant que chef-lieu de canton.

## Politique et administration
La commune, instituée par la Révolution française, absorbe entre 1790 et 1794 celle du Lacq, puis, entre 1801 et 1806, celle de Châteloy.

### Rattachements administratifs et électoraux
Rattachements administratifs
La commune se trouve  dans l'arrondissement de Montluçon du département de l'Allier.
Elle était  depuis 1793 le chef-lieu  du canton de Hérisson. Dans le cadre du redécoupage cantonal de 2014 en France, cette circonscription administrative territoriale a disparu, et le canton n'est plus qu'une circonscription électorale.
Rattachements électoraux
Pour les élections départementales, la commune fait partie depuis 2014 du canton d'Huriel
Pour l'élection des députés, elle fait partie de la deuxième circonscription de l'Allier.

### Intercommunalité
Hérisson est membre de la communauté de communes du Pays de Tronçais, un établissement public de coopération intercommunale (EPCI) à fiscalité propre créé fin 1999 et auquel la commune a transféré un certain nombre de ses compétences, dans les conditions déterminées par le code général des collectivités territoriales.

### Liste des maires
| Période                                  | Période                       | Identité                            | Étiquette       | Qualité |
| ---------------------------------------- | ----------------------------- | ----------------------------------- | --------------- | --- |
| Les données manquantes sont à compléter. |                               |                                     |                 | |
|                                          |                               | Jean Gilbert Tardy (1772-1835)      |                 | Ancien officier (chef de bataillon d'infanterie de ligne) Conseiller général de Hérisson (1833 → 1835) Chevalier de la Légion d'honneur |
| 1835                                     |                               | Gilbert Victor Deschamps de Verneix | Droite          | Propriétaire et juge de paix à Hérisson Conseiller général de Hérisson (1835 →1868)                                                     |
| 1862                                     | 1870                          | Arthur Deschamps de Verneix         | Droite          | Fils du précédent Propriétaire Conseiller général de Hérisson (1868 → 1880)                                                             |
|                                          |                               | François Simonnet (1824-1894)       | Gauche radicale | Officier de santé Conseiller général de Hérisson (1880 → 1894) Député de l'Allier (1881 → 1889)                                         |
|                                          |                               | Victor Collin (1880-1952)           |                 | Nommé conseiller départemental en 1942 par le Gouvernement de Vichy                                                                     |
| Les données manquantes sont à compléter. |                               |                                     |                 | |
| juin 1995                                | juillet 2020                  | Bernard Faureau                     | DVD             | Vétérinaire Conseiller général de Hérisson (1984 → 1993) Vice-président de la CC du Pays de Tronçais (2015 → 2020)                      |
| juillet 2020                             | En cours (au 2 décembre 2020) | Stéphanie Cusin-Panit               | SE              | Directrice d'une école élémentaire à Cosne-d'Allier Vice-président de la CC du Pays de Tronçais (2020 → )                               |

### Distinctions et labels
Hérisson bénéficie du label Petite cité de caractère depuis le 10 décembre 2018.
Hérisson concourt en 2021 pour être labellisé Village préféré des Français

## Population et société

### Démographie
L'évolution du nombre d'habitants est connue à travers les recensements de la population effectués dans la commune depuis 1793. Pour les communes de moins de 10 000 habitants, une enquête de recensement portant sur toute la population est réalisée tous les cinq ans, les populations de référence des années intermédiaires étant quant à elles estimées par interpolation ou extrapolation. Pour la commune, le premier recensement exhaustif entrant dans le cadre du nouveau dispositif a été réalisé en 2006.

En 2022, la commune comptait 564 habitants, en évolution de −10,05 % par rapport à 2016 (Allier : −1,38 %, France hors Mayotte : +2,11 %).
| 1793 | 1800 | 1806  | 1821  | 1831  | 1836  | 1841  | 1846  | 1851  |
| ---- | ---- | ----- | ----- | ----- | ----- | ----- | ----- | ----- |
| 760  | 566  | 1 109 | 1 370 | 1 407 | 1 456 | 1 382 | 1 505 | 1 494 |

| 1856  | 1861  | 1866  | 1872  | 1876  | 1881  | 1886  | 1891  | 1896  |
| ----- | ----- | ----- | ----- | ----- | ----- | ----- | ----- | ----- |
| 1 493 | 1 396 | 1 493 | 1 551 | 1 616 | 1 769 | 1 953 | 1 934 | 1 740 |

| 1901  | 1906  | 1911  | 1921  | 1926  | 1931  | 1936  | 1946  | 1954  |
| ----- | ----- | ----- | ----- | ----- | ----- | ----- | ----- | ----- |
| 1 680 | 1 608 | 1 542 | 1 353 | 1 274 | 1 191 | 1 194 | 1 119 | 1 165 |

| 1962  | 1968  | 1975 | 1982 | 1990 | 1999 | 2006 | 2011 | 2016 |
| ----- | ----- | ---- | ---- | ---- | ---- | ---- | ---- | ---- |
| 1 170 | 1 043 | 979  | 872  | 801  | 709  | 679  | 634  | 627  |

| 2021 | 2022 | - | - | - | - | - | - | - |
| ---- | ---- | - | - | - | - | - | - | - |
| 583  | 564  | - | - | - | - | - | - | - |

### Enseignement
Hérisson dépend de l'académie de Clermont-Ferrand. Elle fait partie d'un regroupement pédagogique intercommunal avec la commune de Venas et l'ancienne commune de Louroux-Hodement.
Les élèves de maternelle et de cours préparatoire (CP) vont à Hérisson, ceux de cours élémentaire 1re et 2e année à Venas, ceux de cours moyen 1re et 2e année à Louroux-Hodement.
Ils poursuivent leur scolarité au collège de Cosne-d'Allier puis dans les lycées de Montluçon

### Culture
Le Footsbarn Theatre est une compagnie d'origine anglaise, créée en Cornouailles en 1971. Après une période d'itinérance, elle fait en 1991 l'acquisition d'un corps de ferme au lieu-dit La Chaussée, dépendant du village voisin de Maillet, à la limite sud-ouest d'Hérisson. Les bâtiments sont restaurés et deviennent le siège de la compagnie.

### Manifestations culturelles et festivités
Le comédien Olivier Perrier, natif d'Hérisson, crée en 1976, avec Jean-Louis Hourdin et Jean-Paul Wenzel, les Rencontres théâtrales d'Hérisson. En 1979, leur groupe prend le nom de Fédérés. Cette expérience donne naissance en 1981 à Montluçon à un centre de création théâtrale, qui dispose à partir de 1985 d'une nouvelle salle, le théâtre des Ilets, et qui est reconnu en 1993 comme Centre dramatique national. En 1989 ouvre à Hérisson un studio de production, Le Cube. En 2003, le duo passe la main.Le village de Hérisson reste au cœur d'une activité théâtrale dynamique.
L'église romane Saint-Pierre de Châteloy est le siège d'un festival annuel de musique de chambre fondé en 1966, le Festival de Musique en Bourbonnais. Chaque été, cinq ou six concerts sont donnés dans l'église.

## Culture locale et patrimoine

### Lieux et monuments
- Château d'Hérisson des Xe et XIVe siècles, sur un rocher dominant l'Aumance et la cité médiévale. Traces d'un donjon roman dans une enceinte, flanquée de tours rondes édifiées au XIIIe siècle, et profondément remaniée au XIVe siècle par Louis de Bourbon[40]. M.H.
- Château de la Roche-Othon à 3 km au nord-ouest du bourg, sur un monticule dominant l'Aumance. Reste du XIVe siècle très remanié[41].
- Église Saint-Pierre de Châteloy du XIIe siècle (romane). M.H.
- Clocher Saint-Sauveur du XIIe siècle. M.H. (1927). Seul vestige[Note 4] de l'ancienne collégiale Saint-Sauveur. Un escalier à vis, dans une tourelle accolée au clocher, permet d'accéder à la chambre des cloches. La restauration du monument a été achevée en 2011[42][réf. non conforme]. La flèche a été couverte de tavaillons (tuiles en bois, faites ici d'acacia).
- Église Notre-Dame du XIXe siècle.
- Chapelle Saint-Étienne du XIVe siècle. M.H. (1986).
- Chapelle du Calvaire du XIVe siècle, récemment restaurée.
- Cité médiévale des XIe et XIIe siècles. M.H.
- Tours-portes des XIe et XIIe siècles. La porte de Varenne et la porte de la Rivière sont des monuments historiques.
- Maison La Synagogue, maison du début du XIVe siècle remarquable par ses peintures murales et sa charpente, située 3, rue de l'Abbé-Aury. M.H.
- Mur gaulois de fortification entourant la ville de Châteloy[43].
- Jeu de neutrou sur la place[44].

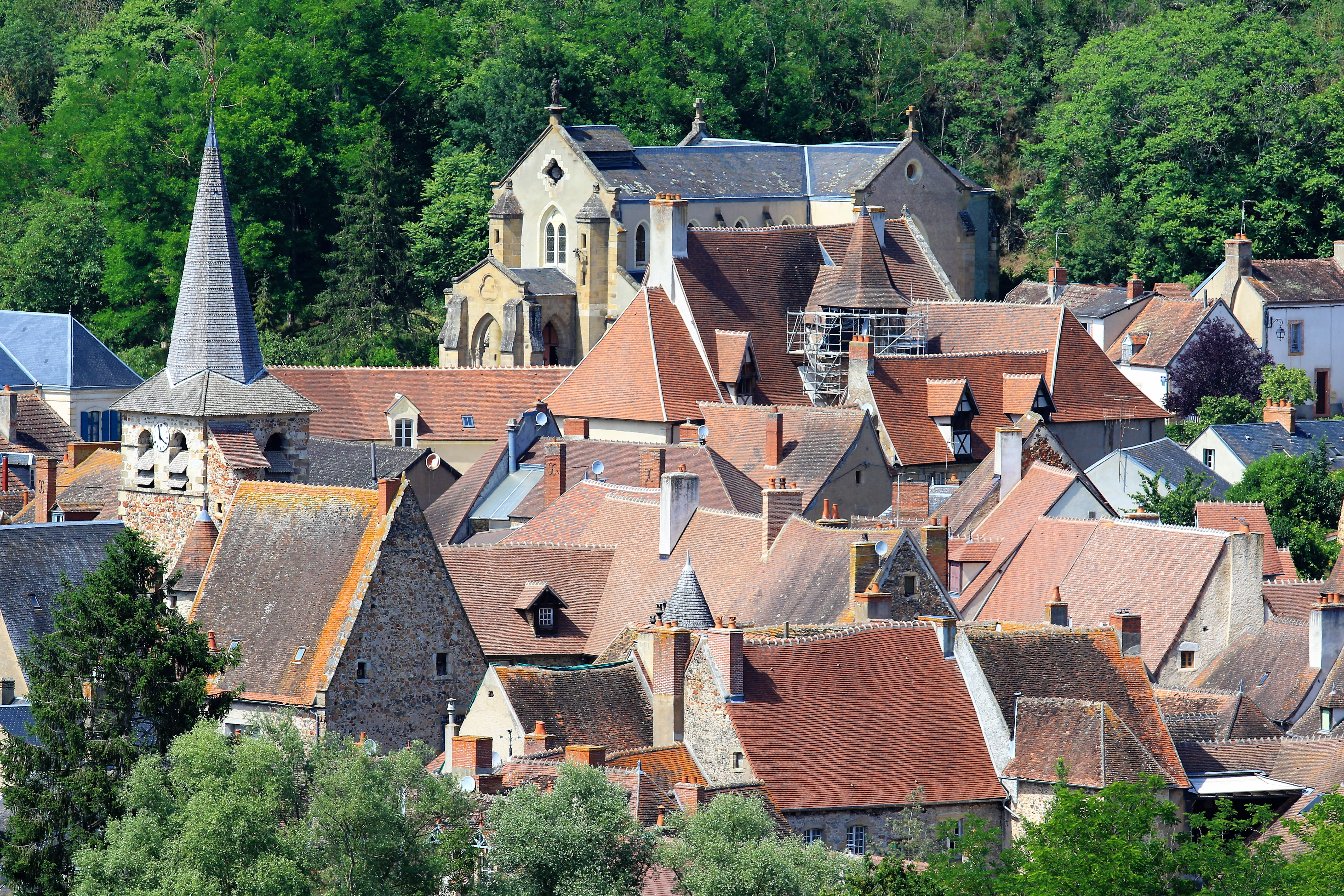
Clocher Saint-Sauveur et église Notre-Dame
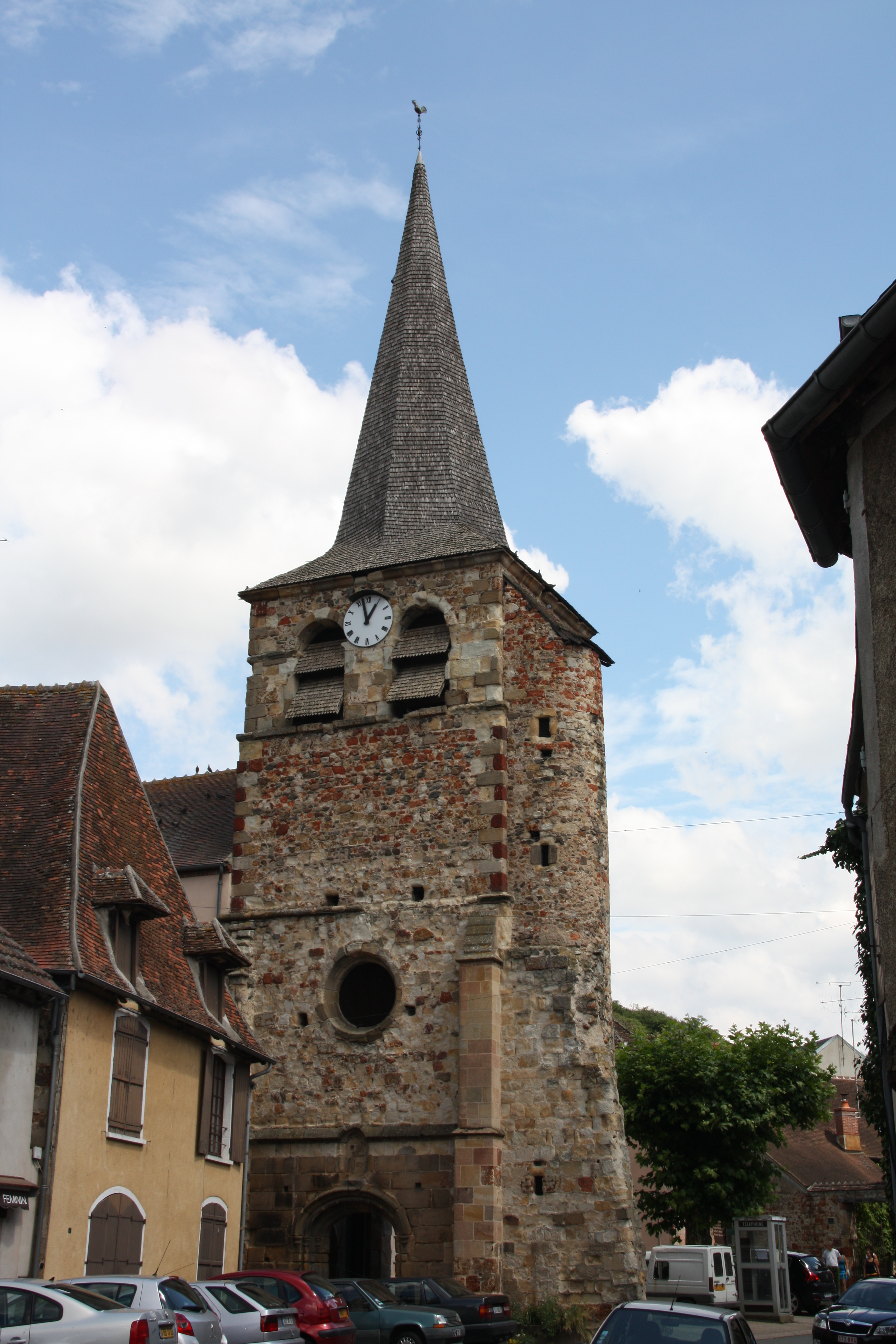
Ancienne église Saint-Sauveur.
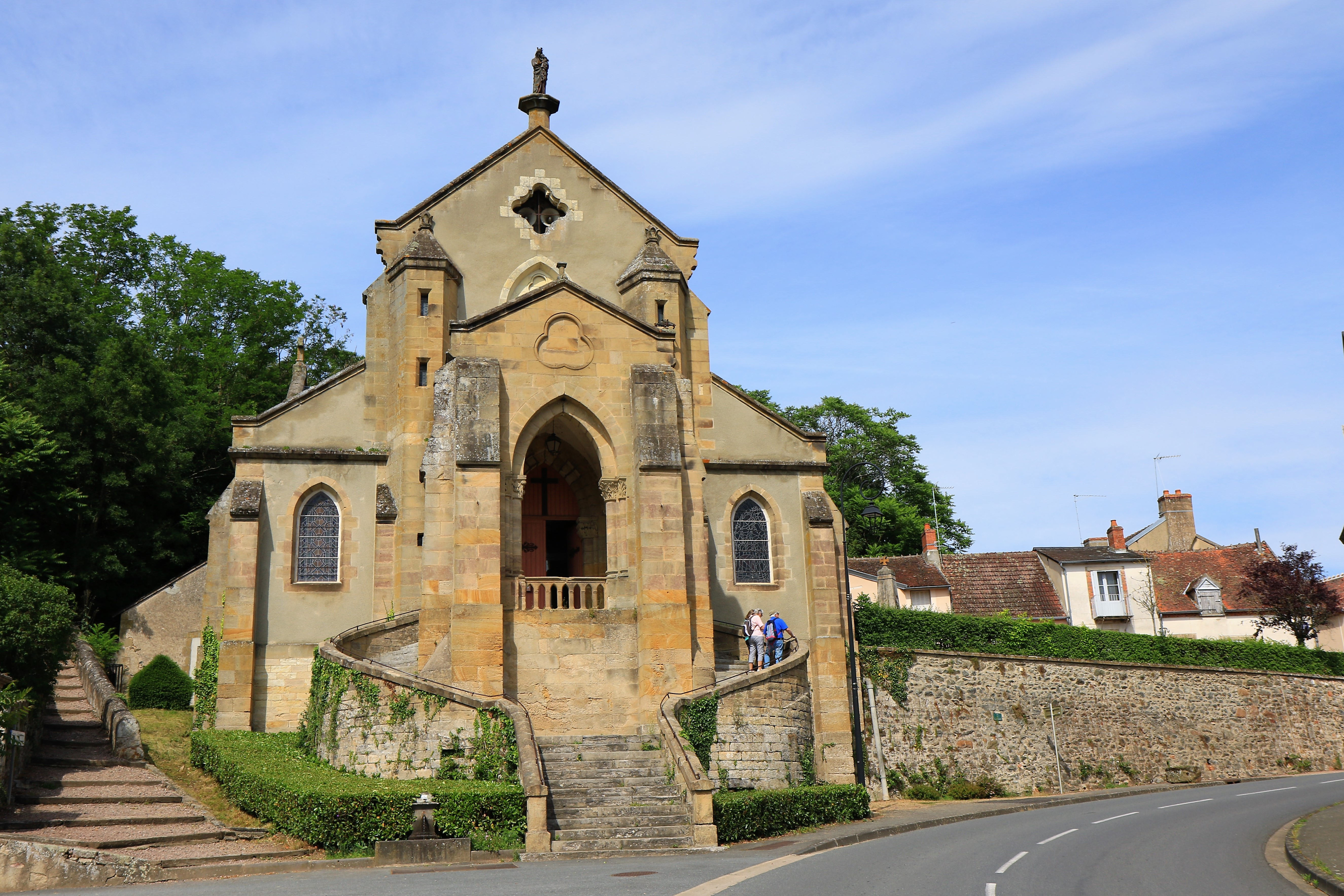
Église Notre-Dame
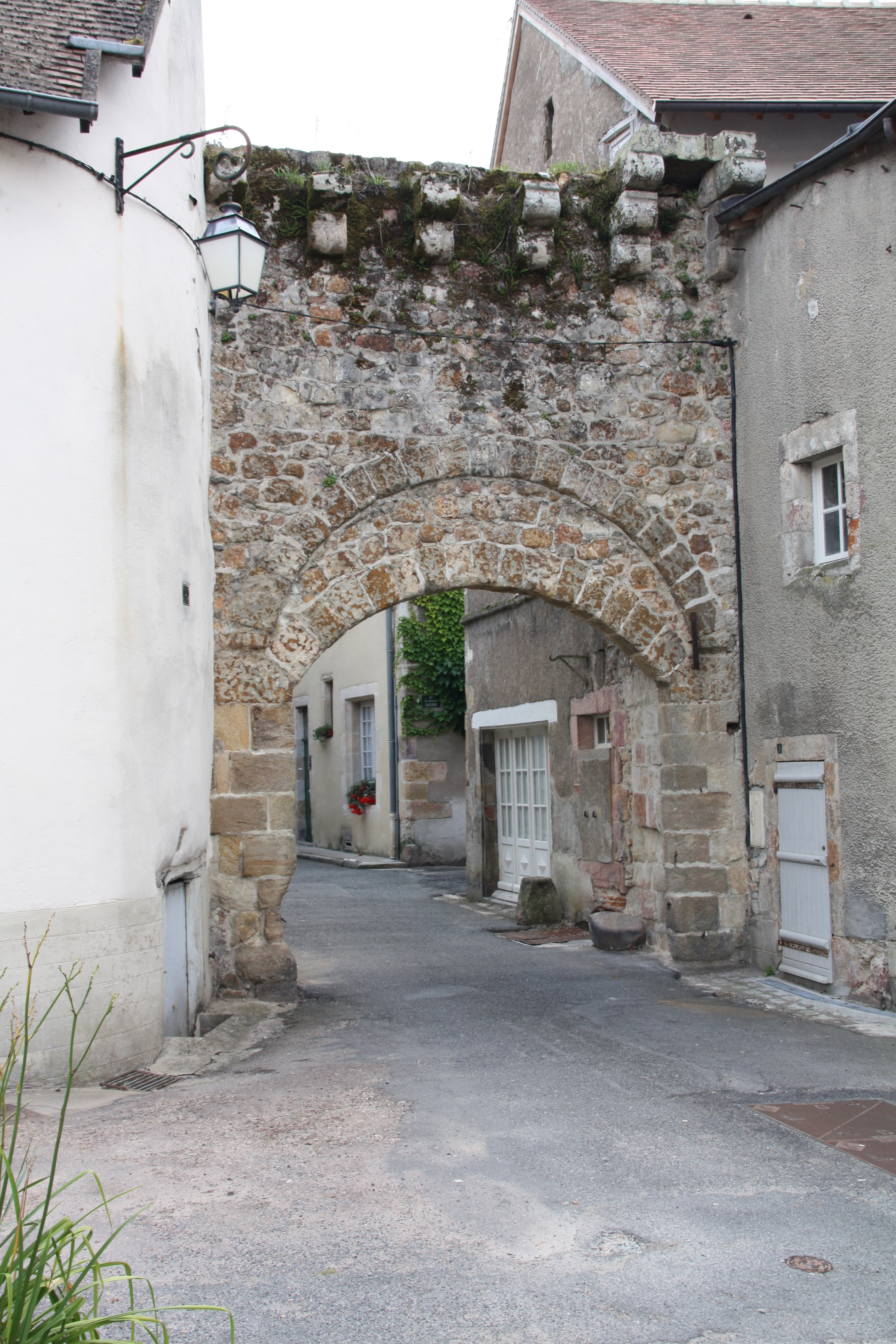
Porte de Varenne.
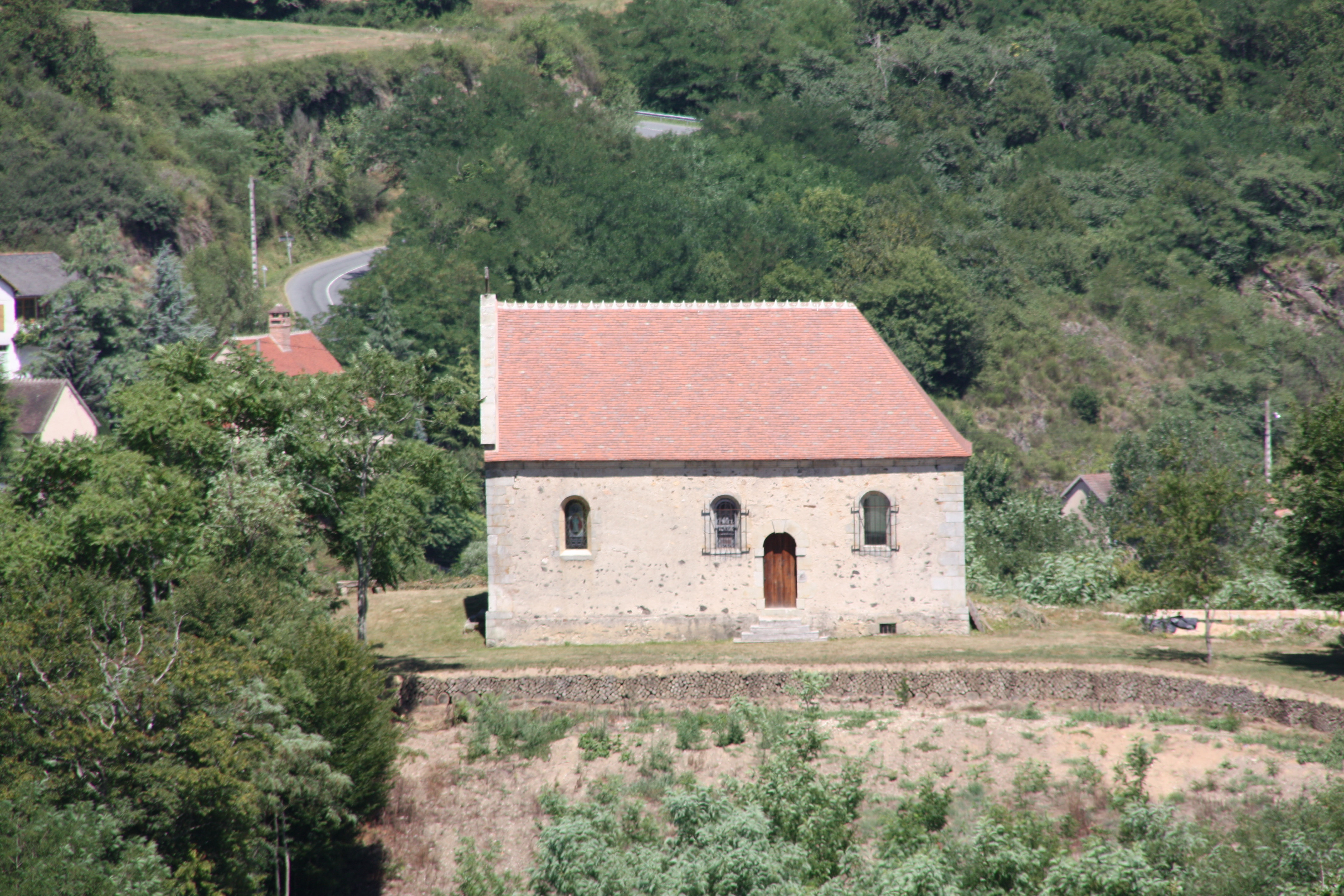
Chapelle du Calvaire.
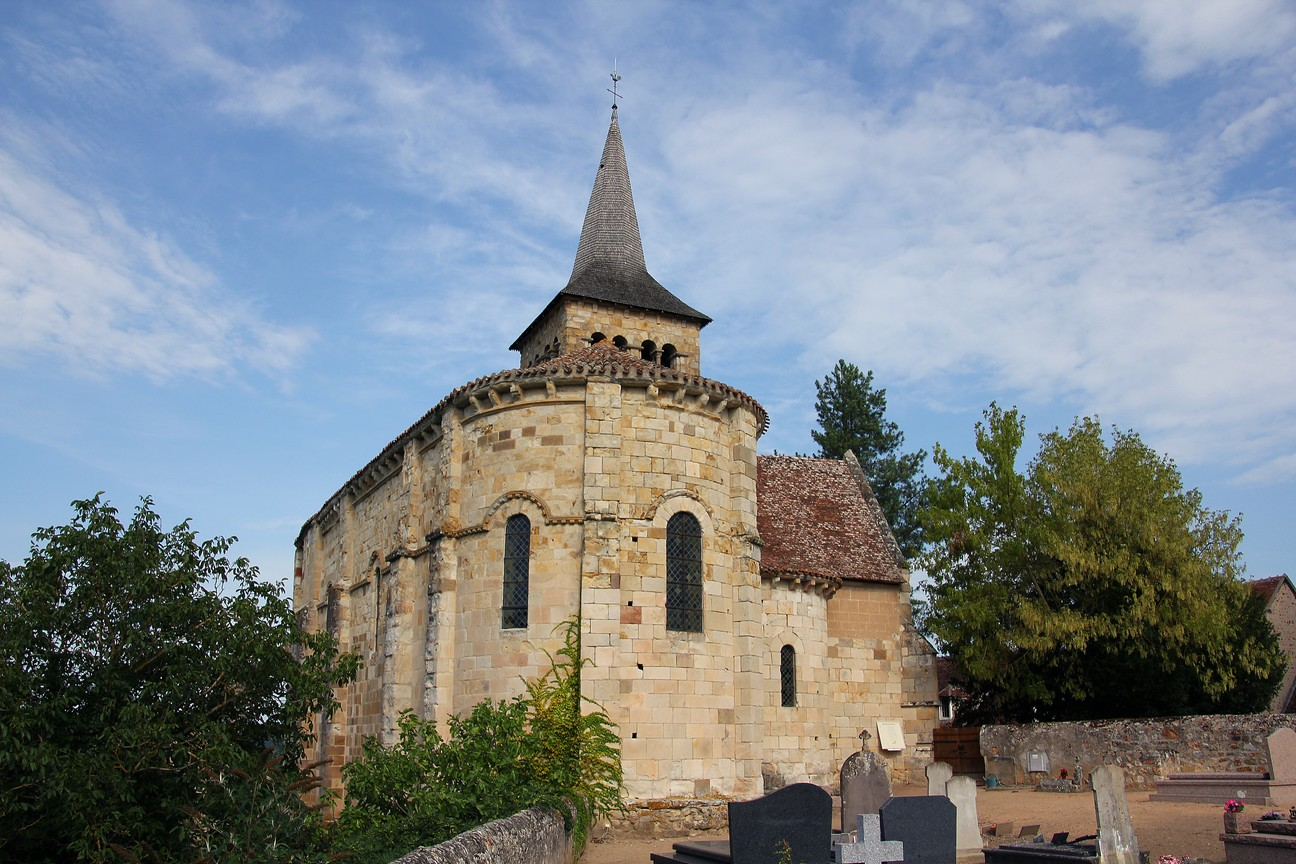
Église de Châteloy.
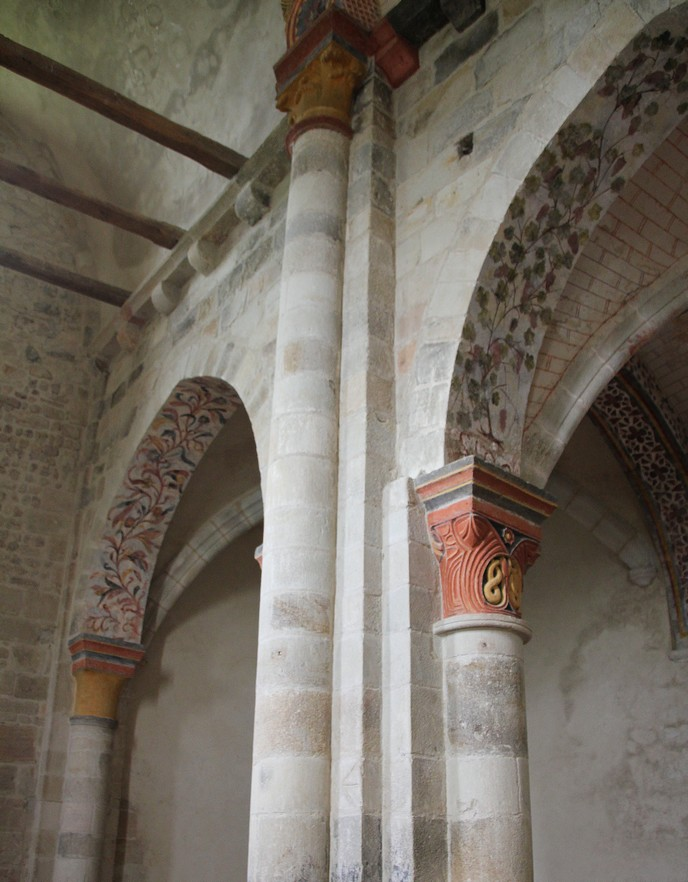
Église de Châteloy : intérieur polychrome.
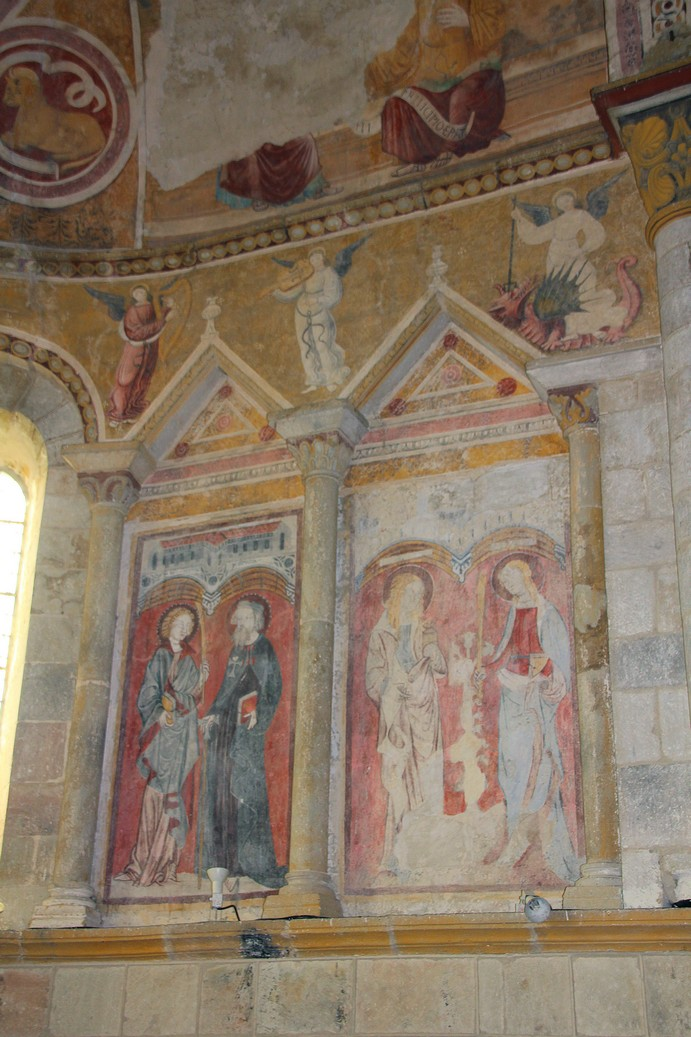
Église de Châteloy : fresque.

### Personnalités liées à la commune
- Louis Bignon, restaurateur français, né à Hérisson le 26 juin 1816 et décédé le 18 mai 1906. Il racheta en 1854 le Café de Foy à Paris et en fit un restaurant réputé.
- Marcellin Simonnet (1824-1894), homme politique, maire d'Hérisson, député de l'Allier de 1881 à 1889.
- Henri Harpignies, peintre du XIXe siècle, qui a beaucoup peint à Hérisson ou dans les alentours.
- Camille Gagnon (1893-1983), né à Hérisson, magistrat, historien et folkloriste français.
- Gaston Leduc (1904-1979), né à Hérisson, professeur d'économie à Caen puis à Paris IV-Sorbonne, membre de l'Académie des sciences morales et politiques (1967).
- Jürg Kreienbühl (1932-2007), peintre du XXe siècle, ayant séjourné et réalisé une trentaine de toiles sur la ville et la chapelle du Calvaire dans les années 1970.
- Olivier Perrier, acteur, codirecteur du Théâtre des Fédérés.

### Hérisson dans les arts
Le film de René Allio Un médecin des Lumières (1988) se déroule à Hérisson.

### Héraldique
|  | Les armes de la commune se blasonnent ainsi : D'azur à un hérisson d'or. |